# Montego Bay
Montego Bay é a capital da paróquia de Saint James, no Condado de Cornwall, Jamaica. No censo realizado em 2001 possuía 96.488 habitantes.
Montego Bay possui o maior aeroporto da Jamaica, Sangster International Airport.
Doctor's Cave Beach é uma das mais conhecidas praias da Jamaica, e um destino turístico popular em Montego Bay.

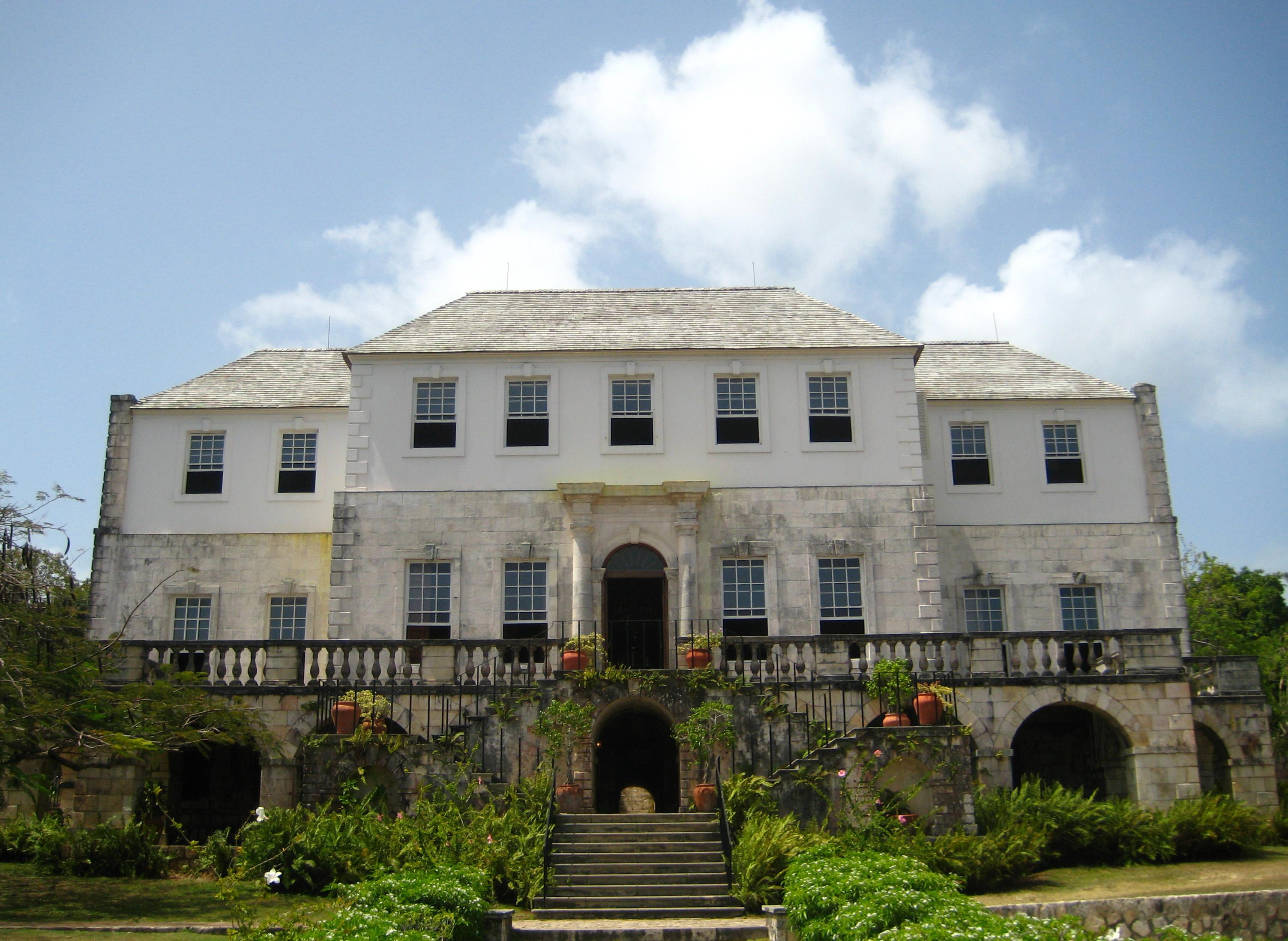
Fachada do Rose Hall.

Nas proximidades da cidade, fica o Rose Hall, um palácio intimamente ligado a uma das mais conhecidas figuras do imaginário jamaicano, Annie Palmer, a Bruxa Branca.

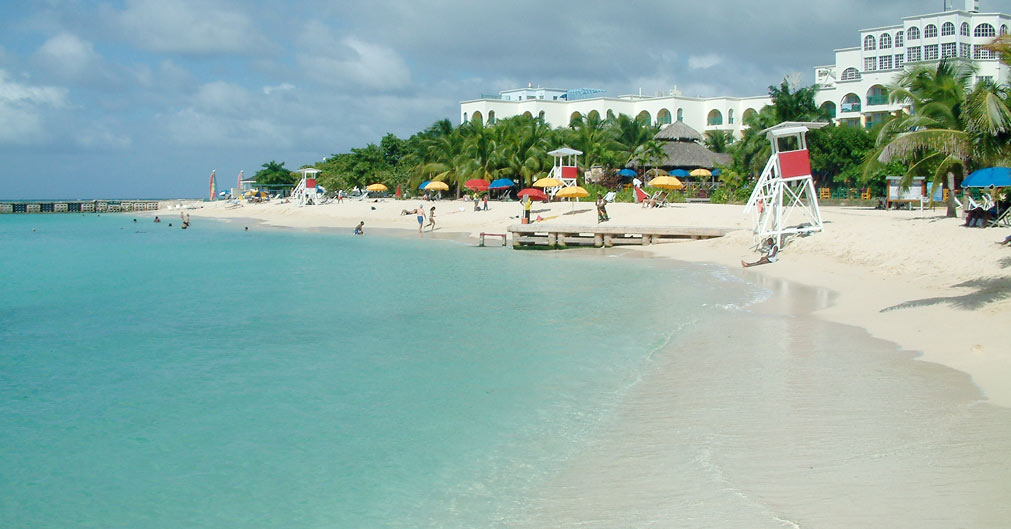
Doctor's Cave Beach, praia em Montego Bay

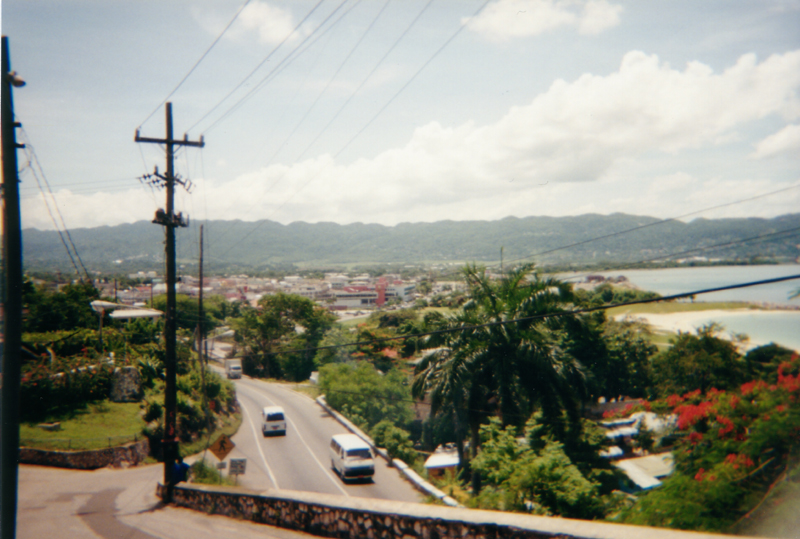
Montego Bay, setembro de 2002